# Lavoro a mano armata
Lavoro a mano armata (Dérapages) è una miniserie TV francese distribuita dal servizio on demand Netflix il 15 maggio 2020.
La miniserie, composta da 6 episodi, è tratta dal romanzo Cadres noirs di Pierre Lemaitre.

## Trama
Alain Delambre, un 57enne, che ha alle spalle una brillante carriera nel settore delle risorse umane ad un certo punto deve confrontarsi con il dramma della disoccupazione. In questa situazione da sei anni, accetta lavori umilianti e malpagati finché un giorno, al lavoro, viene preso a botte da un superiore per essersi accovacciato a pulirsi gli occhiali. Questa terribile umiliazione lo porta a prendere in mano la situazione. 
Alain si fissa un obiettivo: quello di entrare a tutti i costi nella multinazionale Exxya, un’azienda aeronautica che ha bisogno di un manager.
Questo progetto lo porterà ad allontanarsi dalla sua famiglia e a fare qualunque cosa per accedere a quella posizione, anche attività immorali e illegali. 

## Puntate
| Stagione       | Episodi | Pubblicazione originale | Pubblicazione Italia |
| -------------- | ------- | ----------------------- | -------------------- |
| Prima stagione | 6       | 2020                    | 2020                 |